# Butia pubispatha
Butia pubispatha är en enhjärtbladig växtart som beskrevs av Larry Ronald Noblick och Lorenzi. Butia pubispatha ingår i släktet Butia och familjen Arecaceae. Inga underarter finns listade i Catalogue of Life.